# مارتن سترينزل

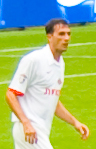
مارتن سترينزل

مارتن سترينزل (بالألمانية: Martin Stranzl)‏ ، من مواليد 16 يونيو 1980 في غوسنغ في النمسا ، لاعب كرة قدم نمساوي.
يلعب مع نادي سبارتاك موسكو الروسي منذ عام 2006.
بدأ باللعب مع منتخب النمسا لكرة القدم في عام 2003.

## مسيرته الكروية
لعب مارتن سترينزل خلال مسيرته الاحترافية مع 5 أندية في عشرون موسمًا وسجل خلالها 16 هدفًا ضمن 365 مباراة. ولم يفز بأي موسم بالكأس أو بالدوري.
خاض مارتن سترينزل مسيرته مع TSV 1860 Munich II ‏ في موسم 1998–99 لمدة موسم واحد، مشاركًا في 12 مباراة ولم يسجل أي هدف. ثم انتقل إلى نادي ميونخ 1860 في موسم 1999–00 ليلعب معه خمسة مواسم، حيث شارك في 96 مباراة سجل خلالها 4 أهداف. لينتقل بعدها إلى نادي شتوتغارت في موسم 2004–05 ولمدة موسمين، مشاركًا في 44 مباراة سجل خلالها هدفًا واحدًا. ثم انتقل إلى نادي سبارتاك موسكو في موسم 2006 ليلعب معه خمسة مواسم، مشاركًا في 95 مباراة سجل خلالها 3 أهداف. هذا وانتقل لاحقًا إلى نادي بوروسيا مونشنغلادباخ في موسم 2010–11 ليلعب معه ستة مواسم، مشاركًا في 118 مباراة سجل خلالها 8 أهداف.

## روابط خارجية
- مارتن سترينزل على موقع الاتحاد الدولي (مؤرشف)  (الإنجليزية)
- مارتن سترينزل على موقع قاعدة بيانات كرة القدم.إي يو (الإنجليزية)
- مارتن سترينزل على موقع بيانات كرة القدم. دي إي (الألمانية)
- مارتن سترينزل على موقع ناشيونال فوتبول تيمز (الإنجليزية)
- مارتن سترينزل على موقع Soccerbase.com (لاعب) (الإنجليزية)
- مارتن سترينزل على موقع Soccerway.com (الإنجليزية)
- مارتن سترينزل على موقع عالم كرة القدم.نت (الإنجليزية)
- مارتن سترينزل على موقع كووورة
- مارتن سترينزل على موقع AS.com (الإسبانية)